# Christina Heinich
Christina Heinich-Schiffner, nemška atletinja, * 8. julij 1949, Leipzig, Vzhodna Nemčija.
Nastopila je na poletnih olimpijskih igrah leta 1972 ter osvojila naslov olimpijske podprvakinje v štafeti 4x100 m in peto mesto v teku na 200 m. Na evropskih prvenstvih je osvojila naslov prvakinje v štafeti 4x100 m leta 1974. Trikrat je z vzhodnonemško štafeto postavila svetovni rekord v štafeti 4 x 100 m, enkrat leta 1973 in dvakrat leta 1974.